# Bergschäferei (Garzau-Garzin)
Die Bergschäferei ist ein bewohnter Gemeindeteil der Gemeinde Garzau-Garzin im Landkreis Märkisch-Oderland im Land Brandenburg.

## Geografische Lage
Der Wohnplatz liegt rund 3,5 km östlich des Dorfzentrums von Garzin und grenzt damit an das Stadtgebiet von Buckow, das sich nördlich und östlich anschließt. Nordwestlich befindet sich der weitere Gemeindeteil Liebenhof. Östlich grenzt weiterhin die Sieversdorfer Heide an, südöstlich das Naturschutzgebiet Tiergarten sowie im Süden das Rote Luch, der höchste Teil der Buckower Rinne. Über die Garziner Straße besteht nach Osten hin eine Verbindung zur Bundesstraße 168. Der nördliche und der westliche Teil steigen in Richtung Liebenhof leicht an, während der östliche und der südliche Teil in die genannten Waldgebiete um bis zu 20 m tief abfallen.

## Geschichte
Im Jahr 1615 wurde erstmals Die Bergschefferey im Besitz des Gutes Garzin urkundlich erwähnt, als die damalige Gutsbesitzerfamilie von Flemming ein Vorwerk für bis zu 640 Schafe errichten ließ. Im Jahr 1720 wurde die so genandte Berg Schäfferey erneut als Schäferei erwähnt und war auch im Schmettauschen Kartenwerk aus den Jahren 1778/1786 verzeichnet. In dieser Zeit war das Gut an den Amtmann Welle verpachtet.
Im Jahr 1801 wurde von einer Schäferei berichtet, die eine „1⁄4 Meile von und zu Garzin gehörig“ vorhanden war. Dort lebten im Jahr 1818 zehn Personen, die zwei Feuerstellen (=Haushalte) betrieben. Zwei Jahre später erschien die Schreibweise Bergschäferey. Bis 1840 war die Anzahl auf 13 Personen angewachsen, die das Vorwerk betrieben und zwei Wohngebäude besiedelten. Bis 1864 war die Anzahl auf elf Personen gesunken; außerdem wurde nur noch ein Gebäude erwähnt. In den Folgejahren sank die Anzahl der Einwohner weiter. Von zehn Personen im Jahr 1871 auf vier im Jahr 1884 bzw. 1895. Zu dieser Zeit gab es weiterhin nur ein Wohnhaus. Im Jahr 1905 lebten wieder fünf Personen im Wohnplatz, 1925 waren es zehn. Im Jahr 1931 wurde die Bergschäferei ein Wohnplatz von Garzin, anschließend mit Waldsieversdorf vereinigt und dort 1950, 1957 und 1977 ein Wohnplatz.
Nach dem Zweiten Weltkrieg wurden die letzten Besitzer enteignet und der Betrieb zu Ende der 1960er Jahre an das VEG Prädikow angeschlossen. Bis zur Wende wurde Landwirtschaft betrieben. Anschließend übernahmen mehrere bäuerliche Privatbetriebe die Liegenschaften und richteten dort einen Landwirtschaftsbetrieb, eine Biokelterei und eine Lohnmosterei ein. Mit dem Zusammenschluss der Gemeinden Garzau und Garzin am 31. Dezember 2001 wurde die Bergschäferei ein Wohnplatz der neuen Gemeinde. Der Wohnplatz hatte zu keiner Zeit eine eigene Kirche und war bis nach 1939 in Garzin, vor 1970 nach Waldsieversdorf eingekircht.